# Тореон
Тореон (на испански: Torreón) е град в мексиканския щат Коауила де Сарагоса. Тореон е с население от 608 836 жители (по данни от 2010 г.). Основан е на 25 септември 1893 г. Намира се в североизточно Мексико.